# ويليام جيمس بويل
ويليام جيمس بويل هو سياسي كندي، ولد في 22 أكتوبر 1887 بكوبورغ في كندا، وتوفي في 1971. انتخب عضو المجلس التشريعي من ساسكاتشوان.